# 福尔克马森
福尔克马森是德国黑森州的一个市镇。总面积67.47平方公里，总人口6756人，其中男性3320人，女性3436人（2011年12月31日），人口密度100人/平方公里。